# L'Asino
L'Asino fu una rivista di satira politica che nacque a Roma il 27 novembre 1892, l'anno del primo ministero Giolitti e della costituzione del Partito Socialista Italiano. 

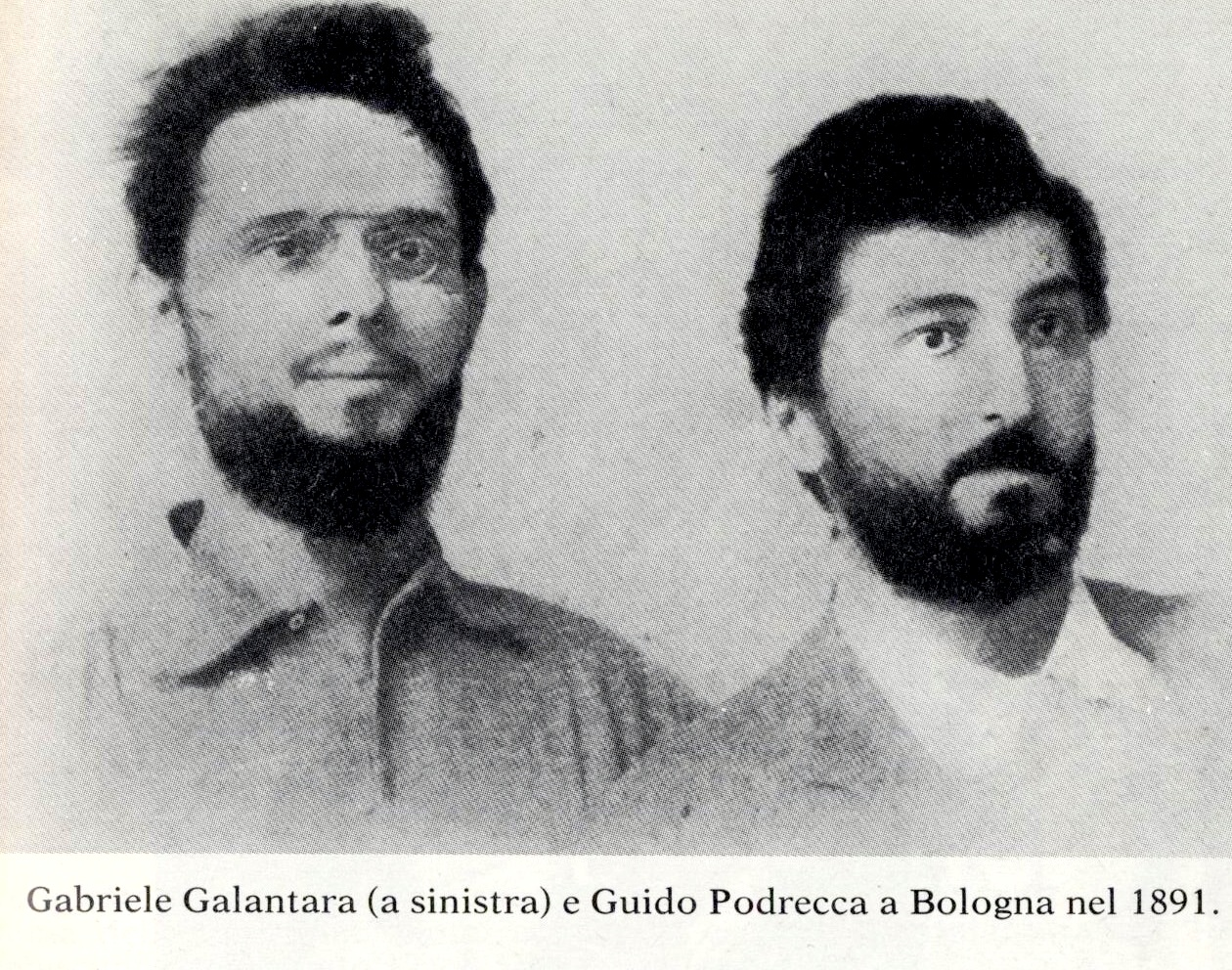
Gabriele Galantara e Guido Podrecca (a destra) a Bologna nel 1891.

## Storia

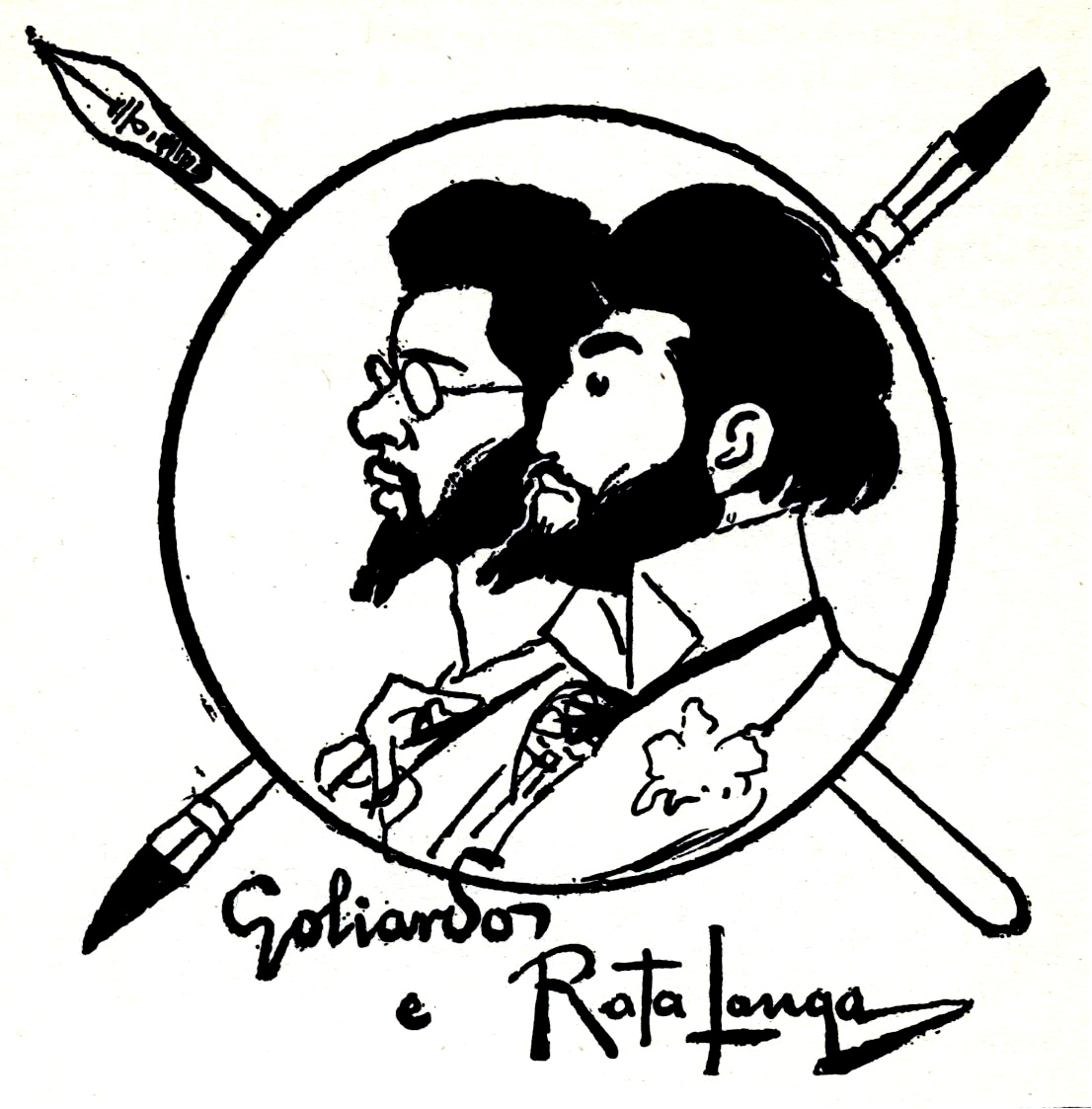
Caricature di Guido Podrecca (Goliardo) e Gabriele Galantara (Rata Langa)

La rivista fu ideata da Guido Podrecca, uno studente universitario carducciano, positivista e socialista, e da Gabriele Galantara, ex studente di matematica, disegnatore e pupazzettista geniale, anch'egli socialista. I due assunsero gli pseudonimi di "Goliardo" (Podrecca) e di "Rata Langa" (Galantara), e con questi soprannomi firmarono le uscite del settimanale.

### Il nome e la scelta socialista

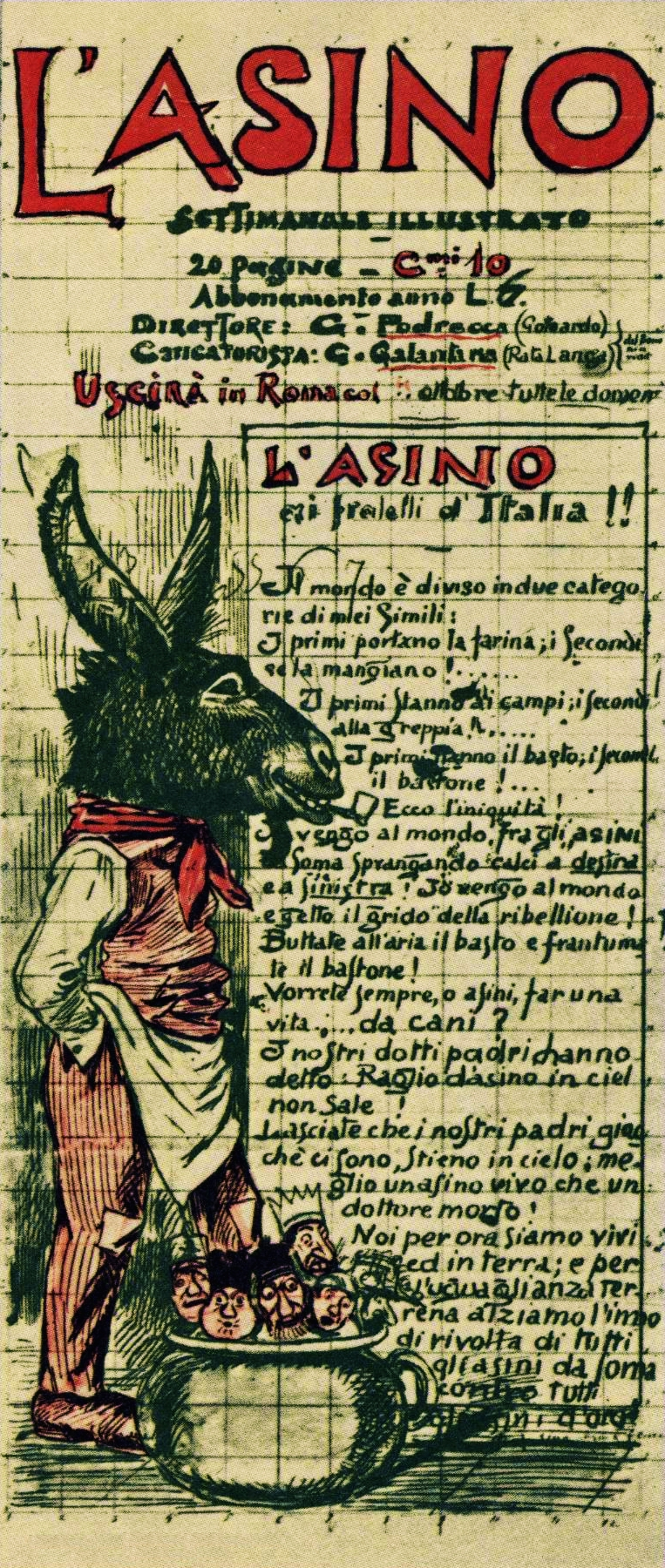
Gabriele Galantara, locandina de L'Asino del 1892

Nella scelta del titolo per il loro settimanale politico-satirico i due giovani si rifecero al motto di Francesco Domenico Guerrazzi "come il popolo è l'asino: utile, paziente e... bastonato".
Nella prima fase della rivista, che va dal 1892 al 1901 venne portato avanti un programma di difesa e rivendicazione degli sfruttati e delle posizioni socialiste più aperte (che costerà a Galantara l'arresto): le vignette del giornale si scagliavano contro Giolitti, contro gli scandali politici di quegli anni, la corruzione, le brutalità poliziesche. Il giornale arrivò a conquistarsi un grosso numero di lettori e una tiratura molto elevata.

### L'anticlericalismo

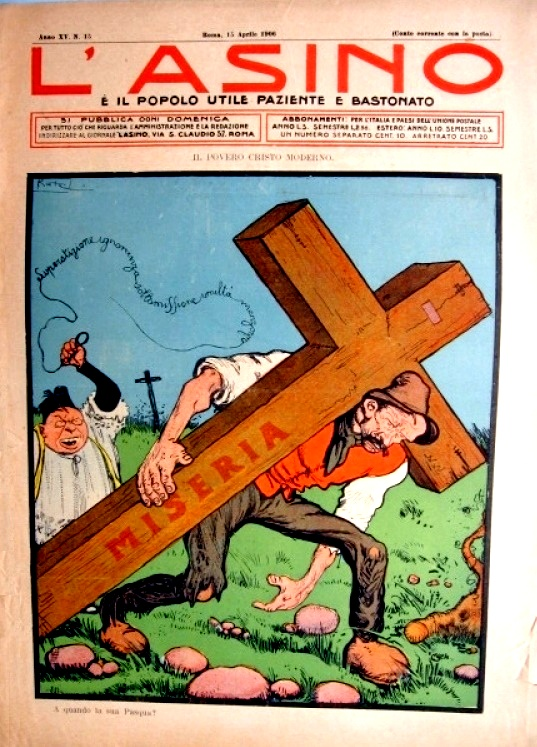
Gabriele Galantara, “Il povero Cristo moderno”, copertina de L'Asino del 15 aprile 1906.

A cominciare dal 1901 le cose cambiarono. I cattolici si stavano organizzando per preparare il loro ingresso nella vita politica del paese. I redattori de L'Asino intrapresero così la strada della controffensiva contro il clero e il Vaticano. Nelle vignette venivano descritte la corruzione della Chiesa, l'atteggiamento aggressivo e superstizioso dei preti; il loro successo fra la popolazione portò ad un aumento ulteriore della tiratura.
Tuttavia, a causa delle campagne anticlericali, la rivista venne frequentemente sequestrata per "oltraggio al pudore".
Per fare da contraltare a L'Asino, nel 1907 fu lanciata da Cesare Algranati (direttore de L'Avvenire d'Italia) la rivista satirica Il Mulo, di ispirazione cattolica e anti-socialista.

### La posizione interventista nella Grande Guerra
Nel 1911 la guerra italo-turca fu la causa di un grave dissidio con Podrecca, che nel 1909 era stato eletto deputato nelle liste del Partito Socialista Italiano e si era schierato a favore dell'impresa coloniale, mentre Galantara espresse posizioni anti-colonialiste. Il giornale riuscì a dare spazio a entrambe le posizioni, ma senza dubbio le grandi vignette a colori contro la guerra risultavano più efficaci degli articoli di Podrecca, che nel 1912 venne espulso dal PSI, assieme al fondatore dell'Avanti!, Leonida Bissolati, e ad Ivanoe Bonomi, aderendo successivamente al Partito Socialista Riformista Italiano (PSRI).
I contrasti tra i due furono in parte superati quando, alla vigilia della prima guerra mondiale, entrambi si ritrovarono d'accordo sulla linea interventista espressa da Bissolati.
Il cambiamento di rotta di Galantara trovava una spiegazione nella simpatia che egli nutriva per la Francia democratica e nell'avversione nei confronti degli Imperi centrali, e in particolare dell'Austria, considerati i baluardi della reazione e del clericalismo. E perciò, pur avendo rotto con il PSI, Galantara continuò a rivendicare la propria coerenza con i principî socialisti.
Diede il suo apporto alla causa interventista e alla propaganda di guerra con le caricature, divenute famose, di "Guglielmone" e di "Cecco Beppe" e predicando l'ostilità verso la "barbarie teutonica". Le sue vignette vennero ripubblicate su altri giornali dei paesi dell'Intesa e furono esposte nel luglio 1916 alle "Leicester Galleries" di Londra, mentre altre vignette apparvero sul periodico parigino L'Europe antiprussienne e sul giornale di trincea Signor sì.
Per le posizioni assunte nei confronti dell'intervento e - poi - degli eventi rivoluzionari russi del 1917 (Lenin e i bolscevichi venivano rappresentati come agenti tedeschi), L'Asino si alienò ulteriormente le simpatie delle masse socialiste e perse consenso tra i suoi lettori.

### La rottura tra Galantara e Podrecca e la persecuzione fascista
Nel numero del 25-31 gennaio 1921, L'Asino ritornò alle stampe sotto la direzione del solo Galantara (nel frattempo 1918 - 1920, Podrecca era diventato fascista), con l'editoriale "Ritorno", nel quale Galantara fece un consuntivo e un'autocritica del suo operato precedente.
L'Asino, a questo punto, aderì alla corrente massimalista del Partito Socialista e si schierò con la stampa di opposizione al regime.
Diventò così un "Asino" antifascista, chiaramente contrario alla dittatura di Mussolini: il periodico sarà costretto a sospendere le pubblicazioni nella primavera del 1925, dopo una lunga serie di minacce, persecuzioni e di interventi delle squadracce fasciste in redazione.
Galantara verrà nuovamente incarcerato, in un clima di repressione molto più duro rispetto a quello della fine dell'Ottocento. Dopo la sua scarcerazione collaborò in forma anonima ad altre riviste di satira politica, come il Becco giallo e Marc'Aurelio.

## Galleria d'immagini

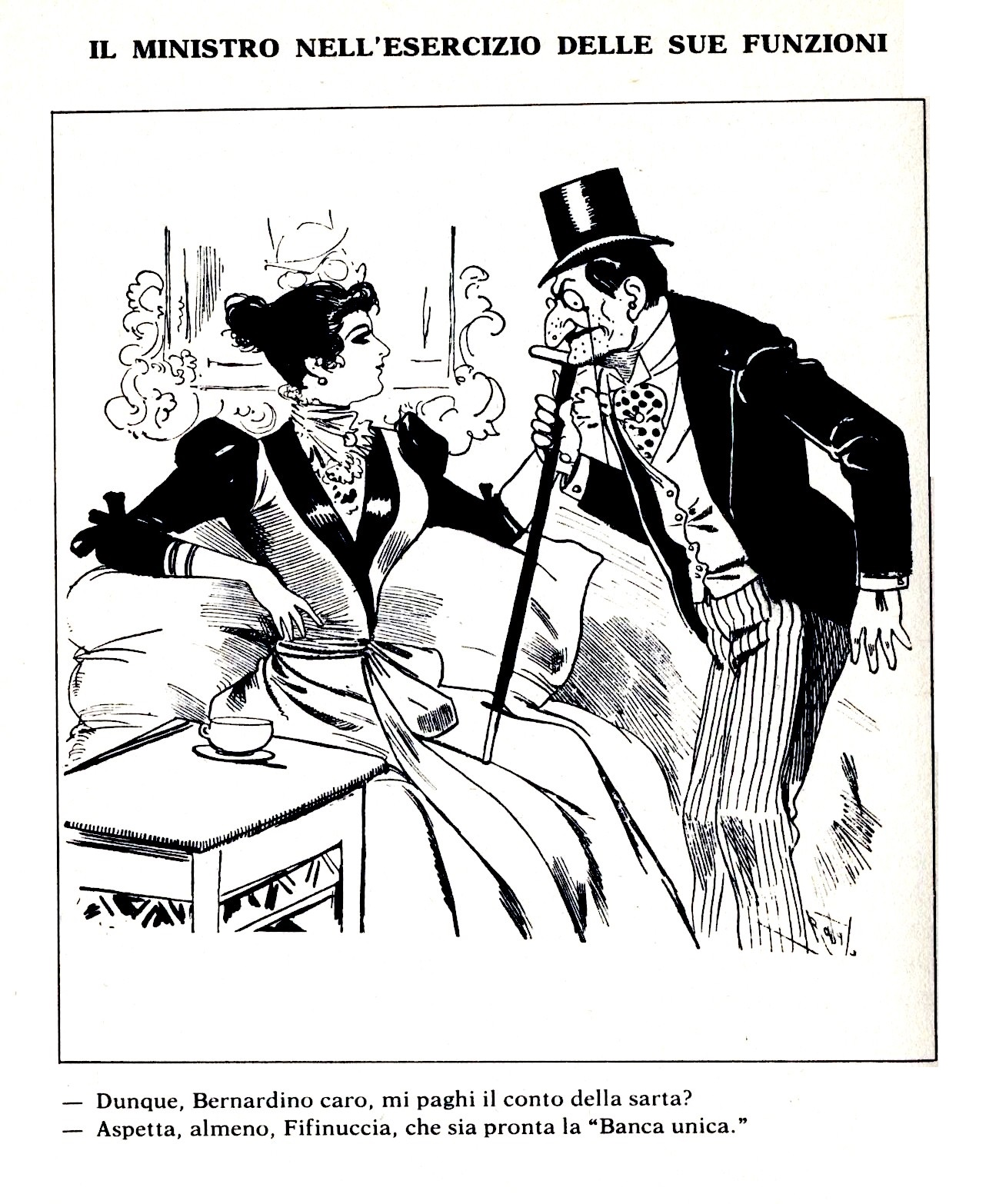
"Il ministro nell'esercizio delle sue funzioni", vignetta per L'Asino, 1892
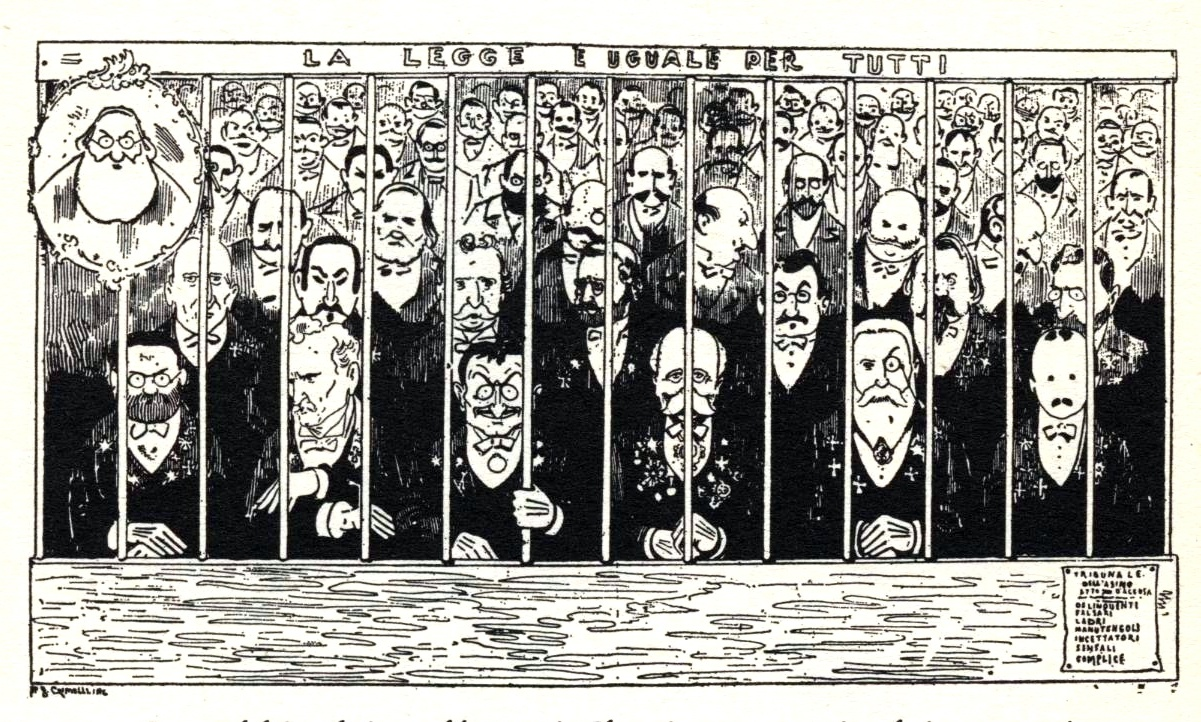
“La gabbia dei malfattori: Il primo maggio dei governi”, vignetta per L'Asino del 29 gennaio 1893 sullo scandalo della Banca Romana
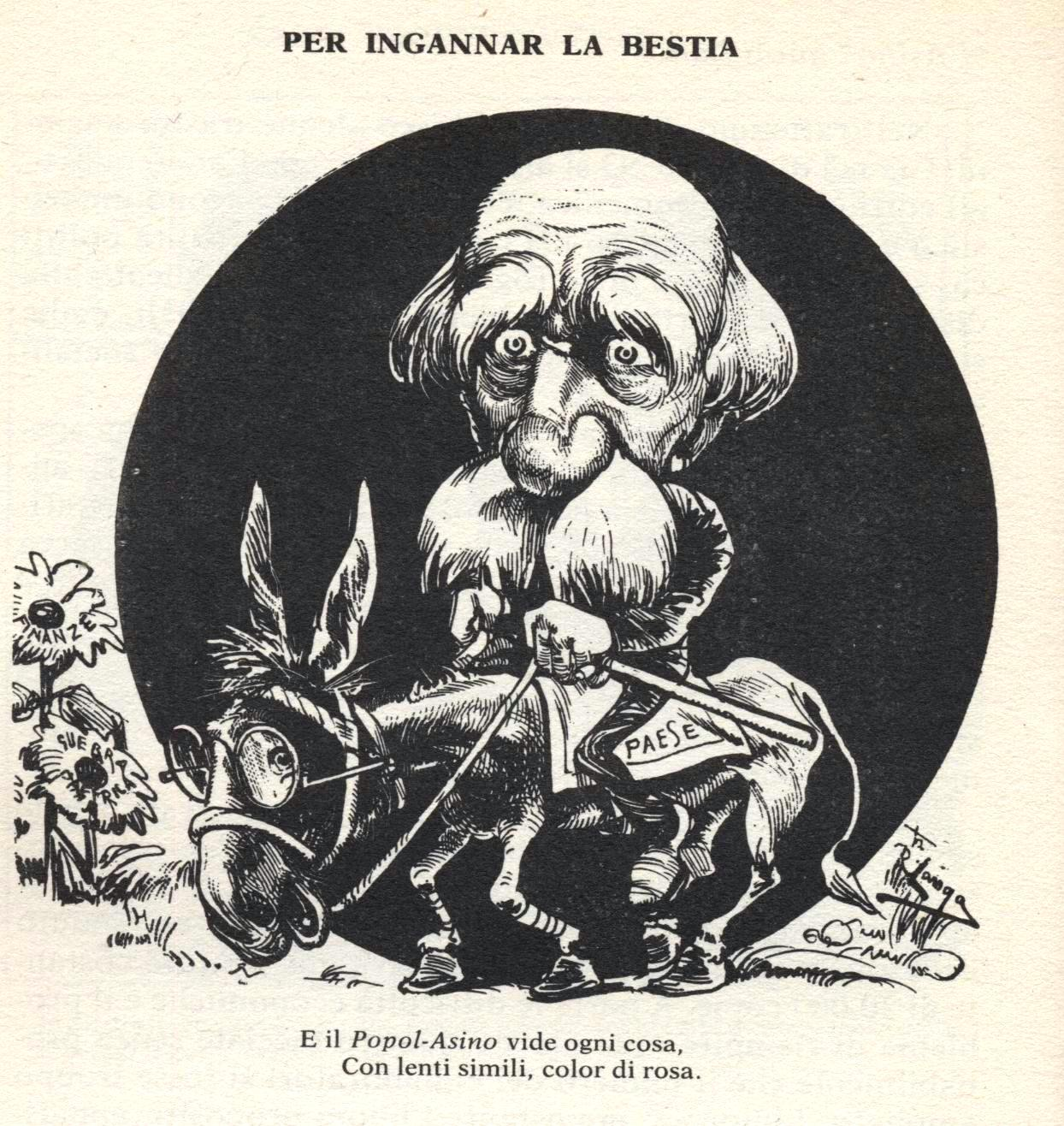
"Per ingannare la bestia", copertina de L'Asino del 13 ottobre 1895, caricatura di Francesco Crispi
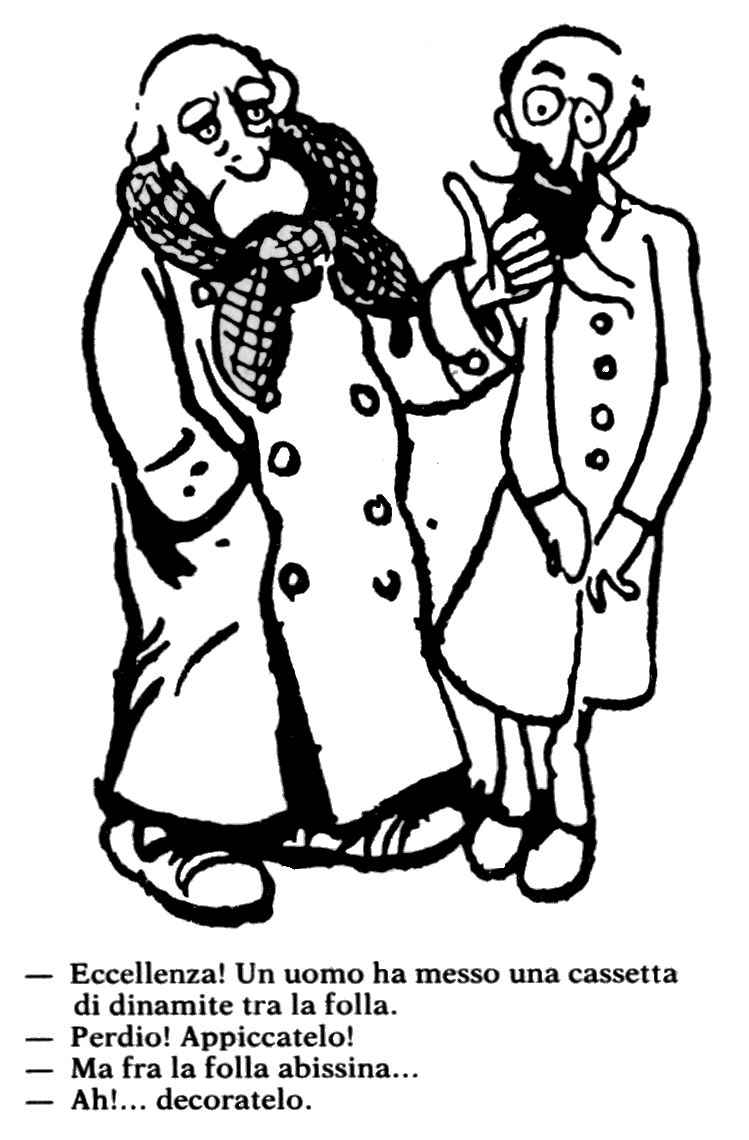
"Avventura abissina" - vignetta per L'Asino del 1896
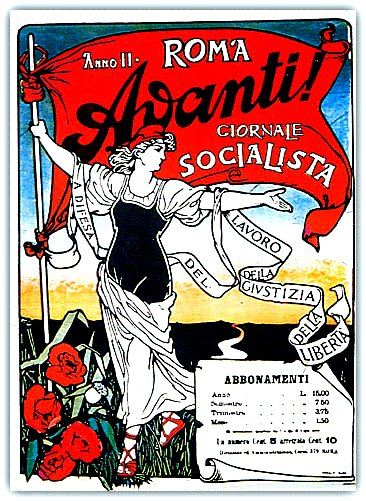
locandina di propaganda dell'Avanti! del 1897. La figura femminile con il berretto frigio (il Socialismo) è la stessa della copertina de L'Asino del 1º maggio 1898, con la data futura 1998
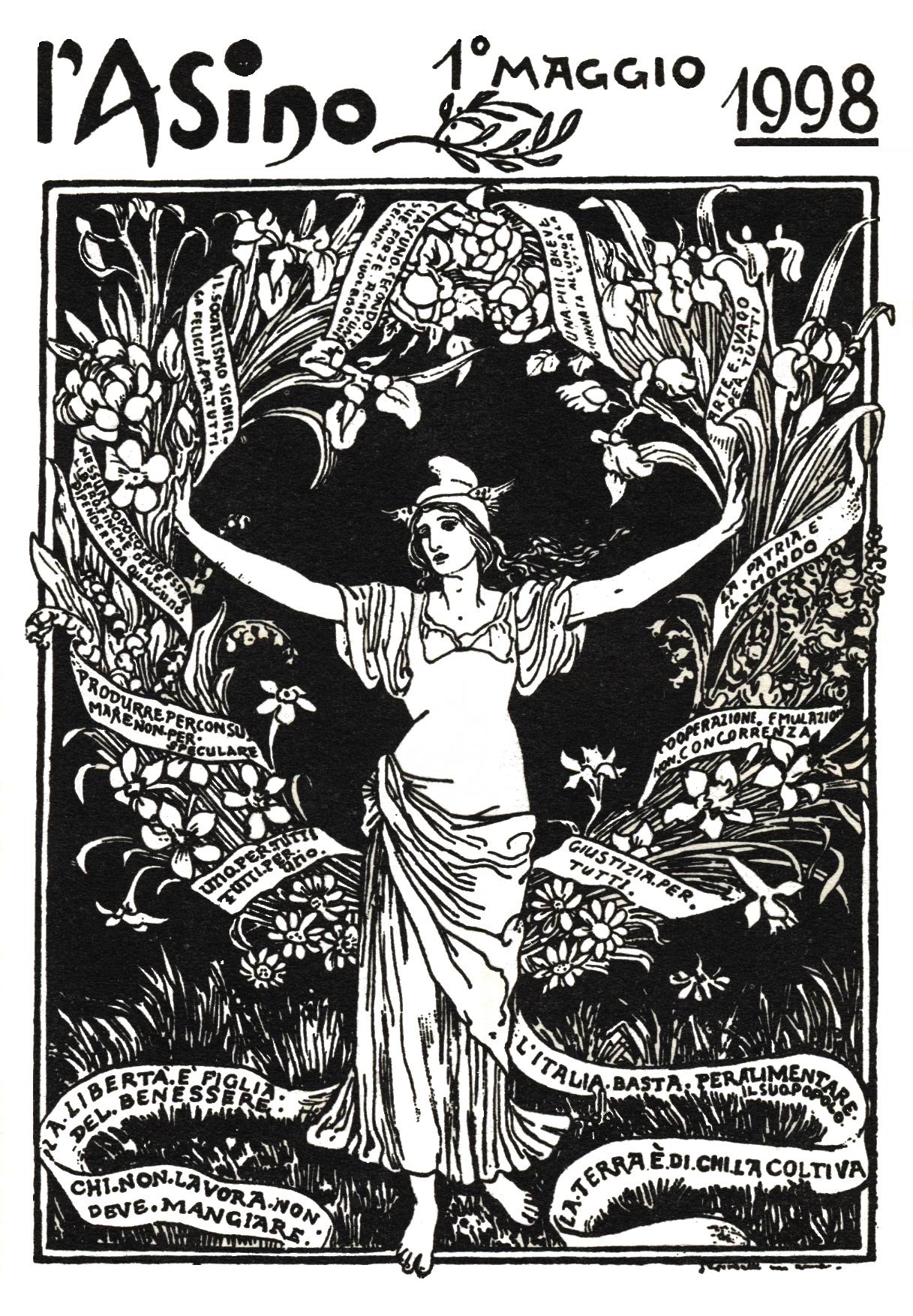
copertina de L'Asino del 1º maggio 1898, con la data futura 1998. La figura femminile con il berretto frigio (il Socialismo) è la stessa della locandina di propaganda dell'Avanti! del 1897. I nastri citano le conquiste che saranno realizzate nel secolo a venire
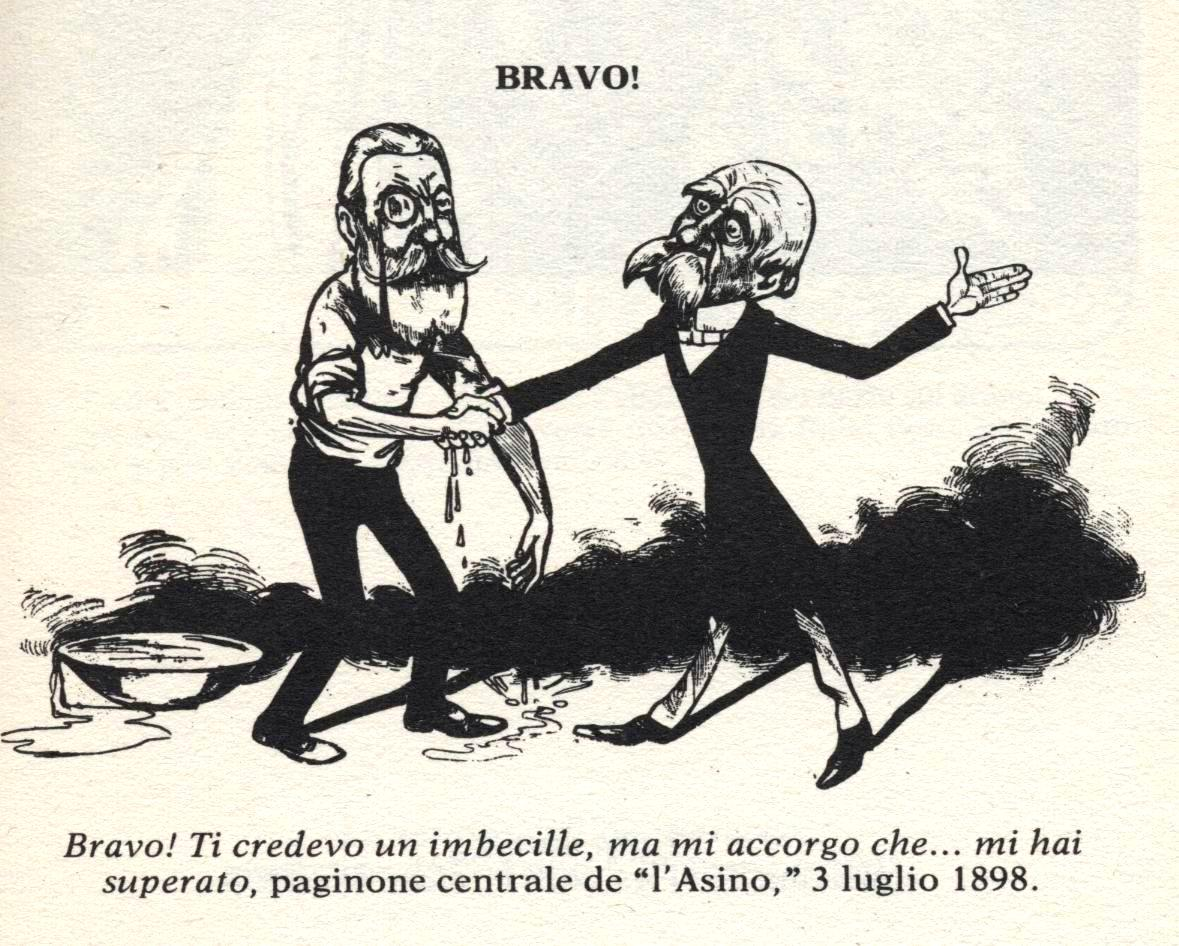
"Bravo", vignetta per L'Asino del 3 luglio 1898, Crispi (responsabile del massacro di Caltavuturo e dell'intervento militare contro i Fasci siciliani) si congratula con il marchese di Rudinì per la dura repressione dei moti popolari del 1898 da parte dei governi da lui presieduti
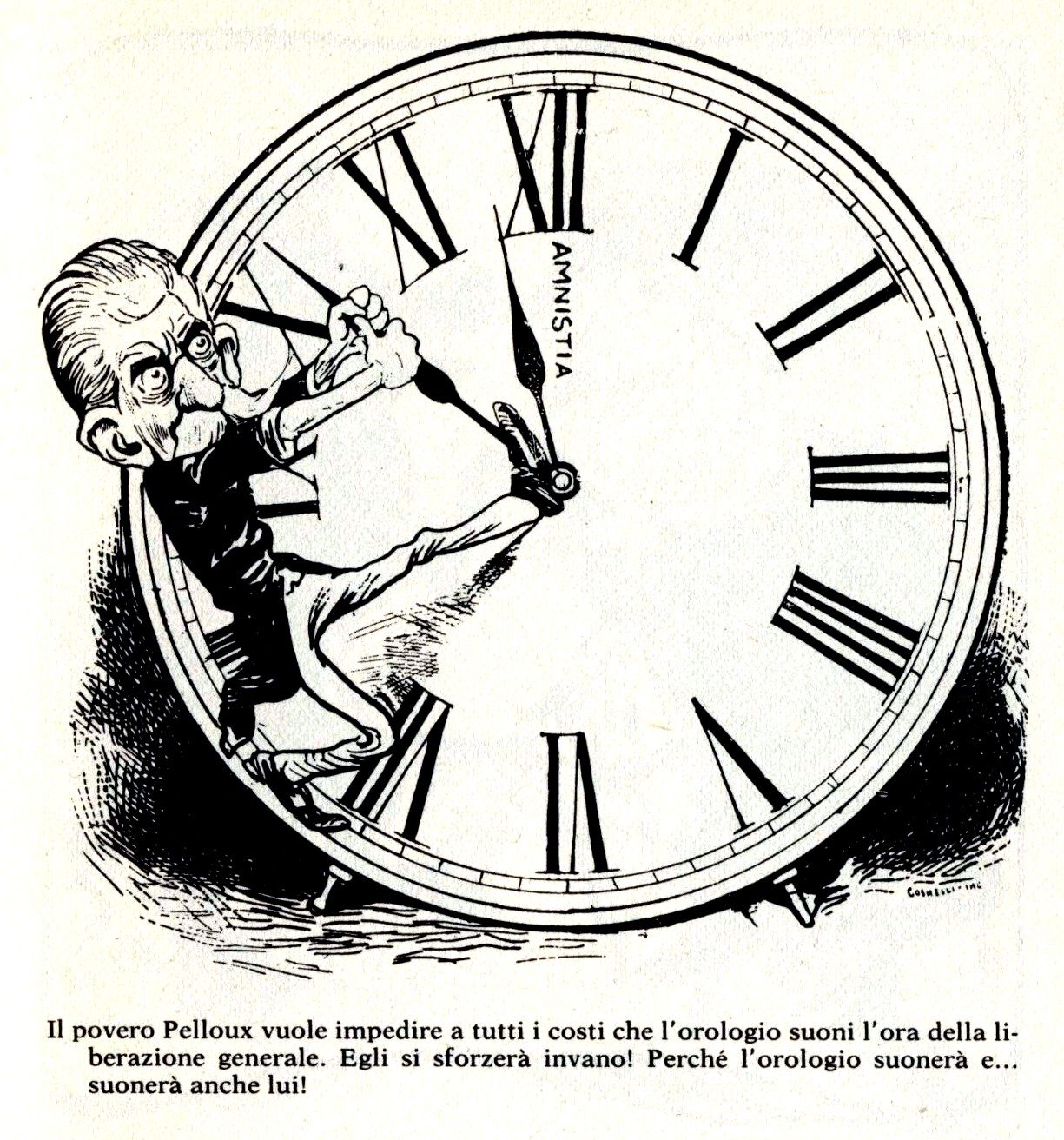
"L'ostinazione di Pelloux", vignetta per L'Asino del 22 gennaio 1899
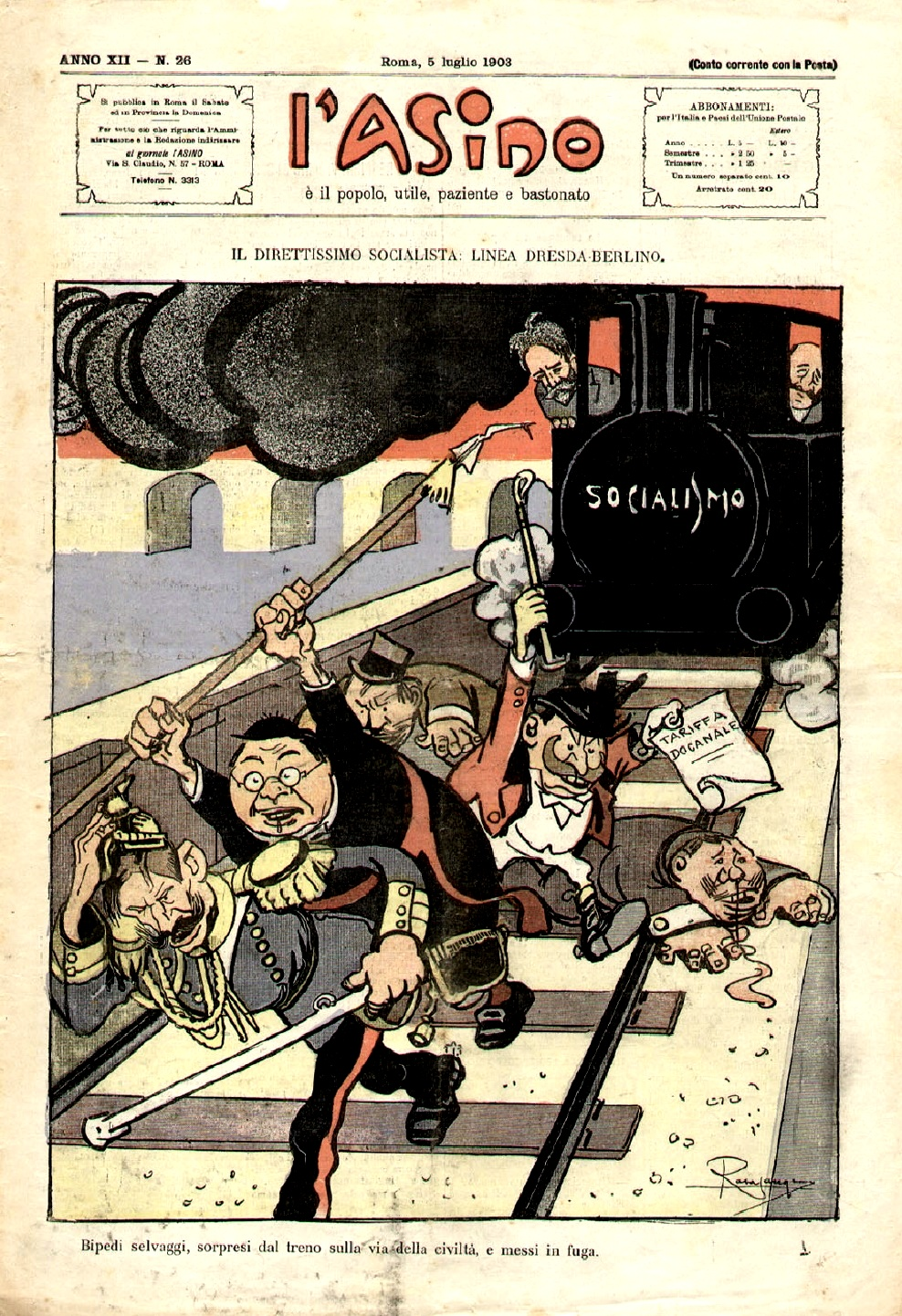
"Il direttissimo socialista Linea Dresda-Berlino", copertina de L'Asino del 5 luglio 1903
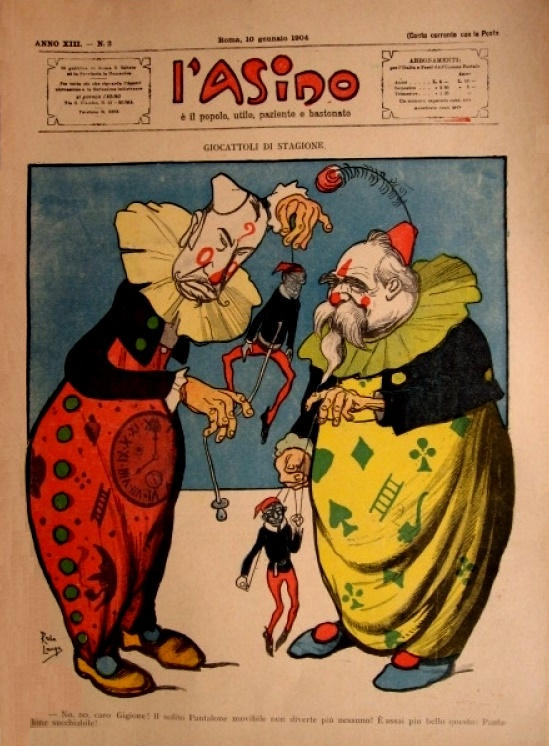
"Giocattoli di stagione", copertina de L'Asino del 10 gennaio 1904
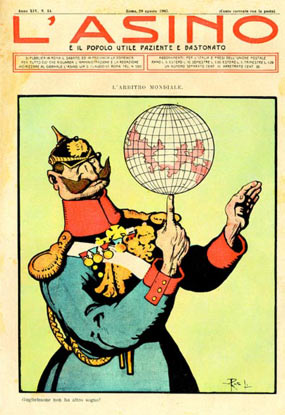
"L'arbitro mondiale", copertina de L'Asino del 20 agosto 1905
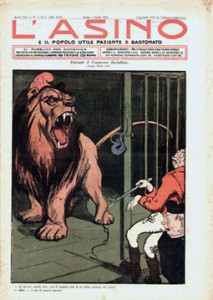
copertina de L'Asino
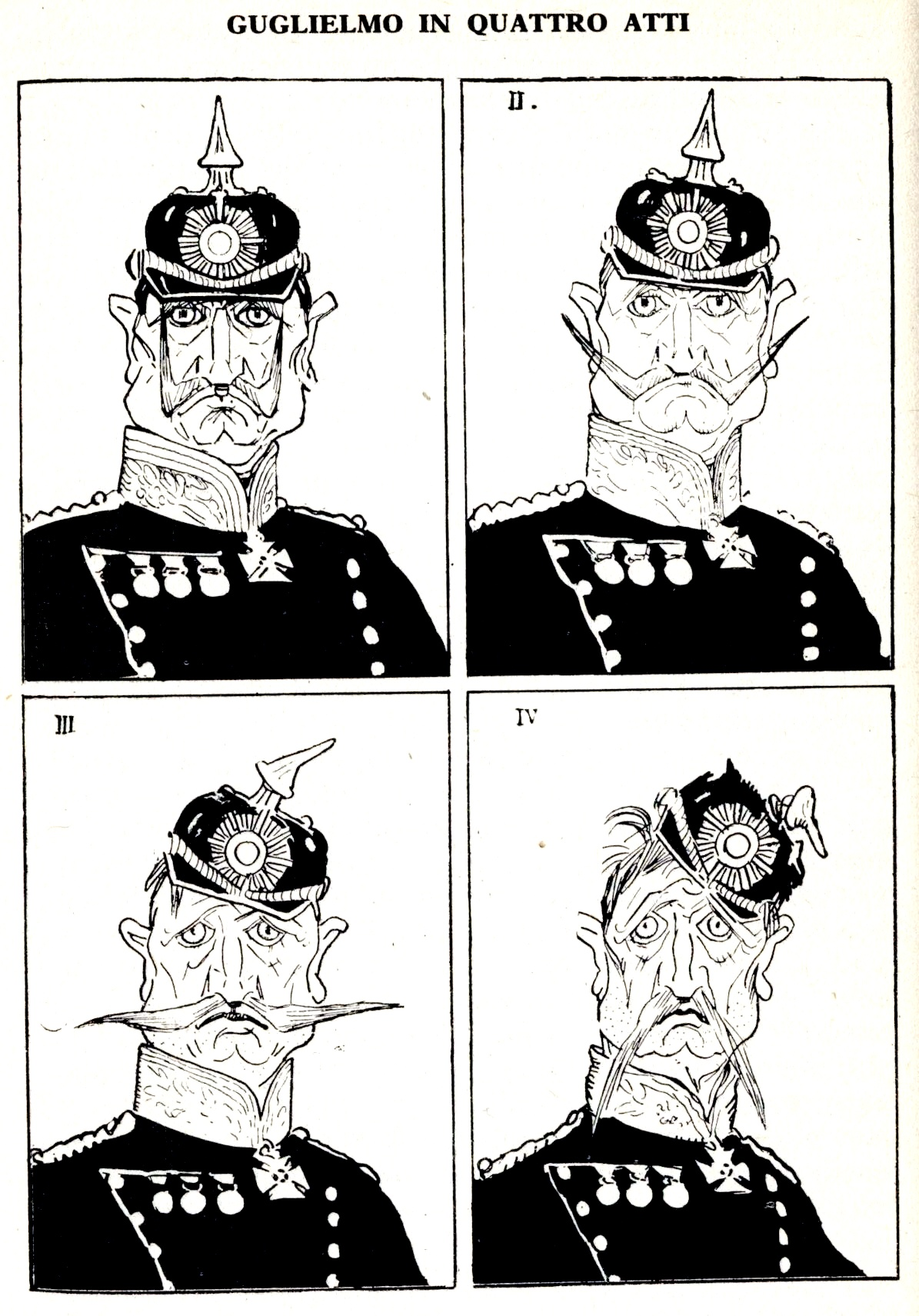
"Guglielmone in quattro atti", controcopertina de L'Asino dell'11 ottobre 1914
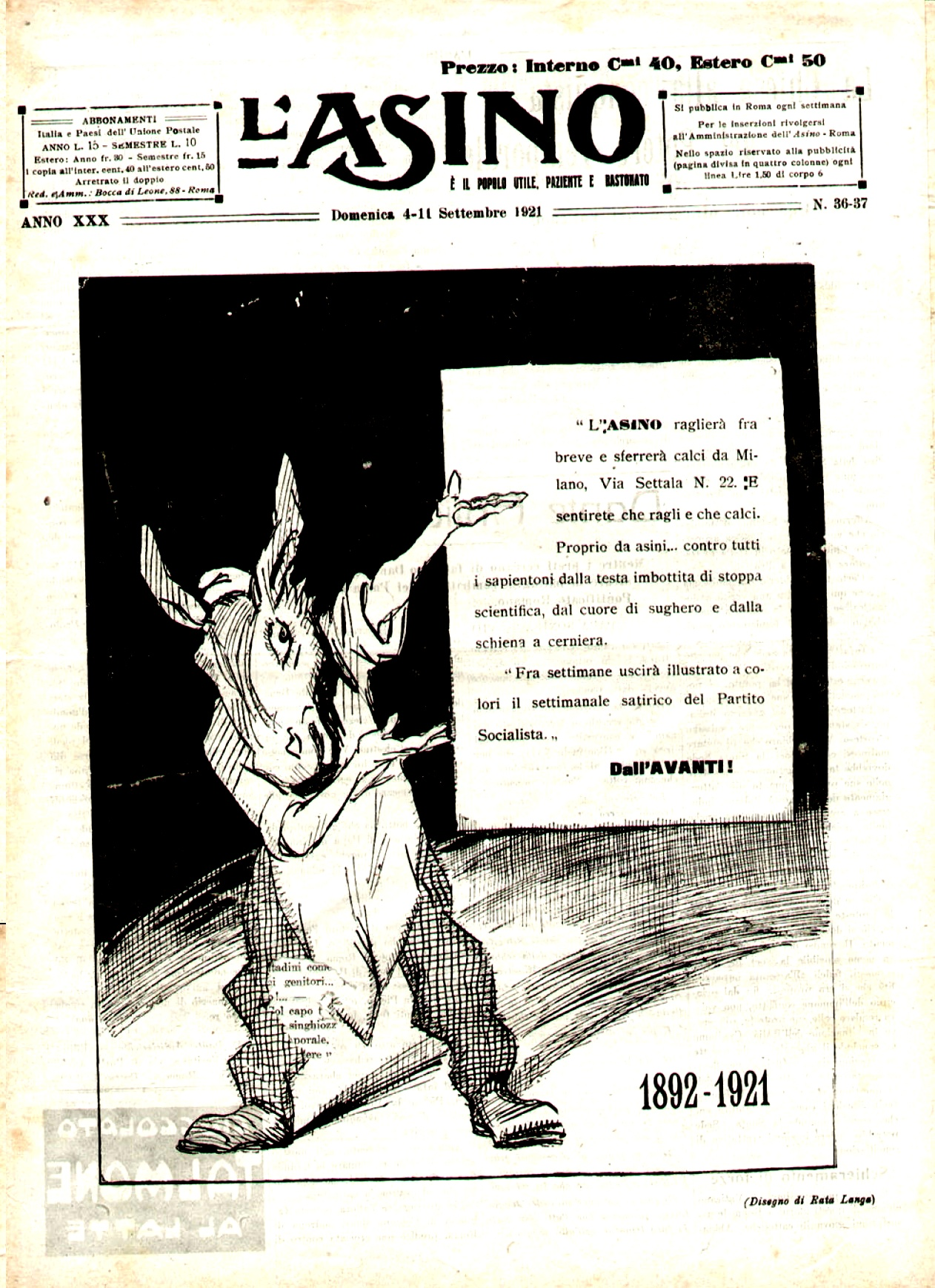
copertina de L'Asino del 4-11 settembre 1921 in cui si annuncia la ripresa delle pubblicazioni presso la tipografia dell'Avanti!
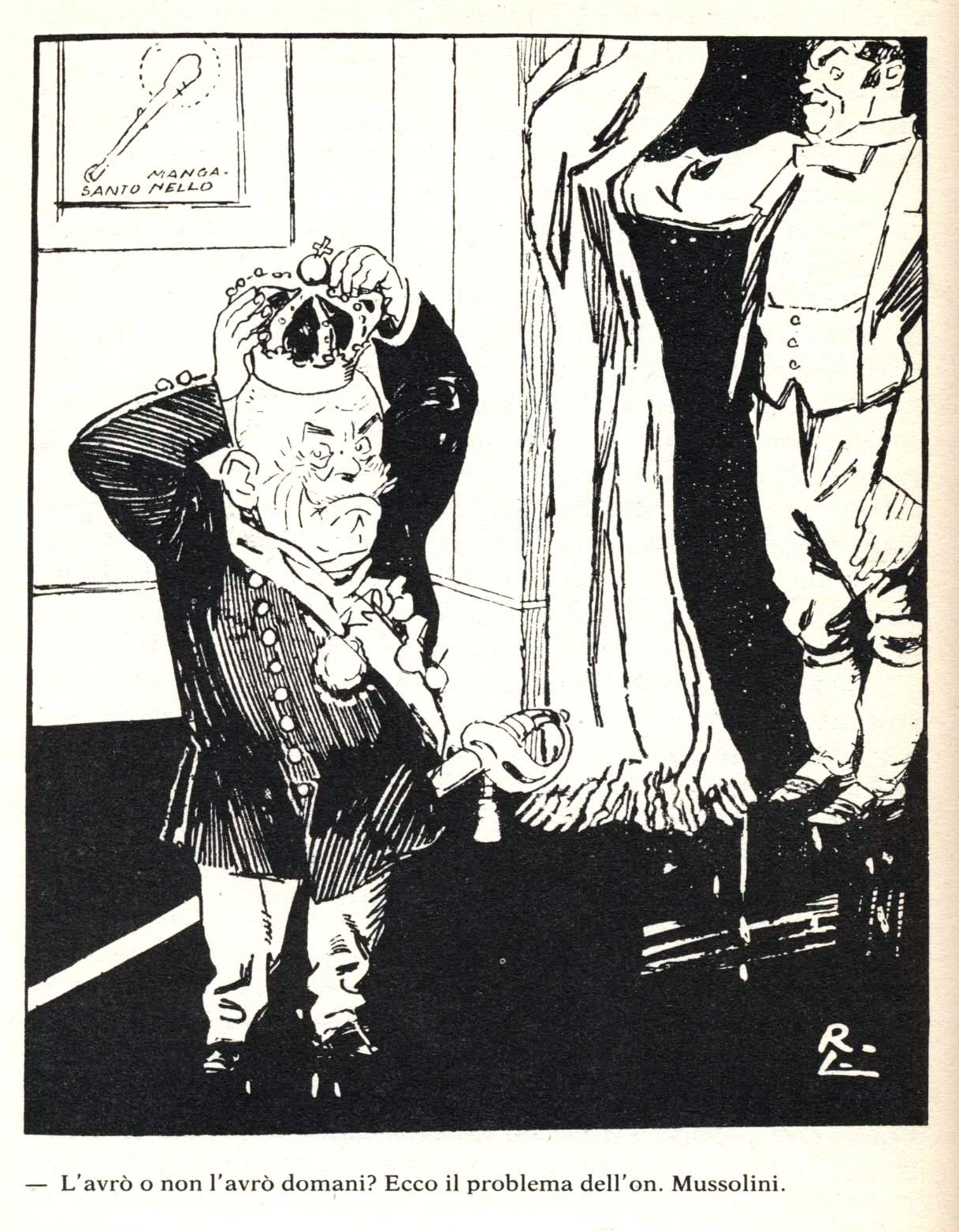
"Il problema di Mussolini", vignetta per L'Asino del 1922
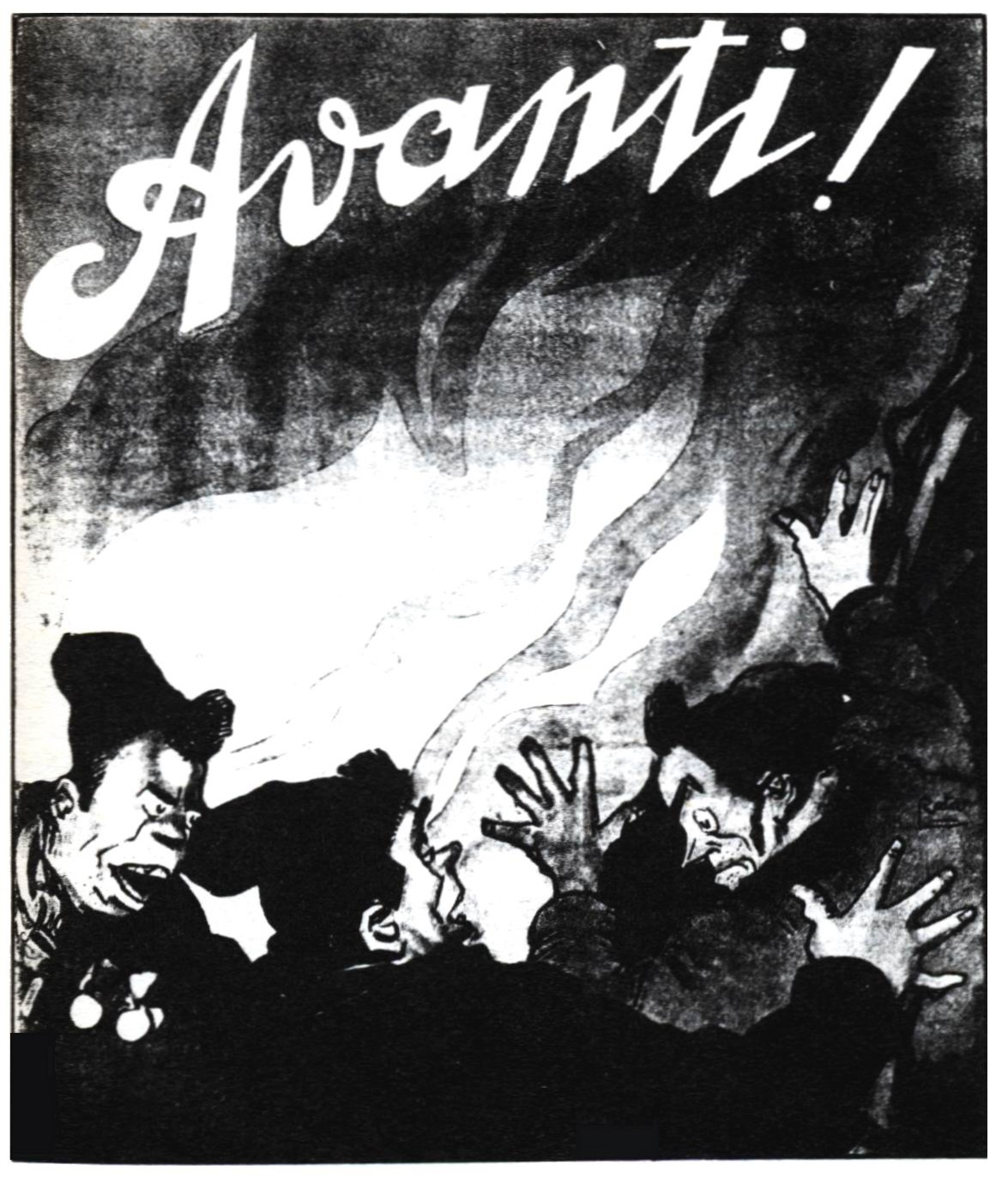
"Violenze inutili: Distrutto!; Ma se è più ... vivo di prima!", vignetta per L'Asino del 1922
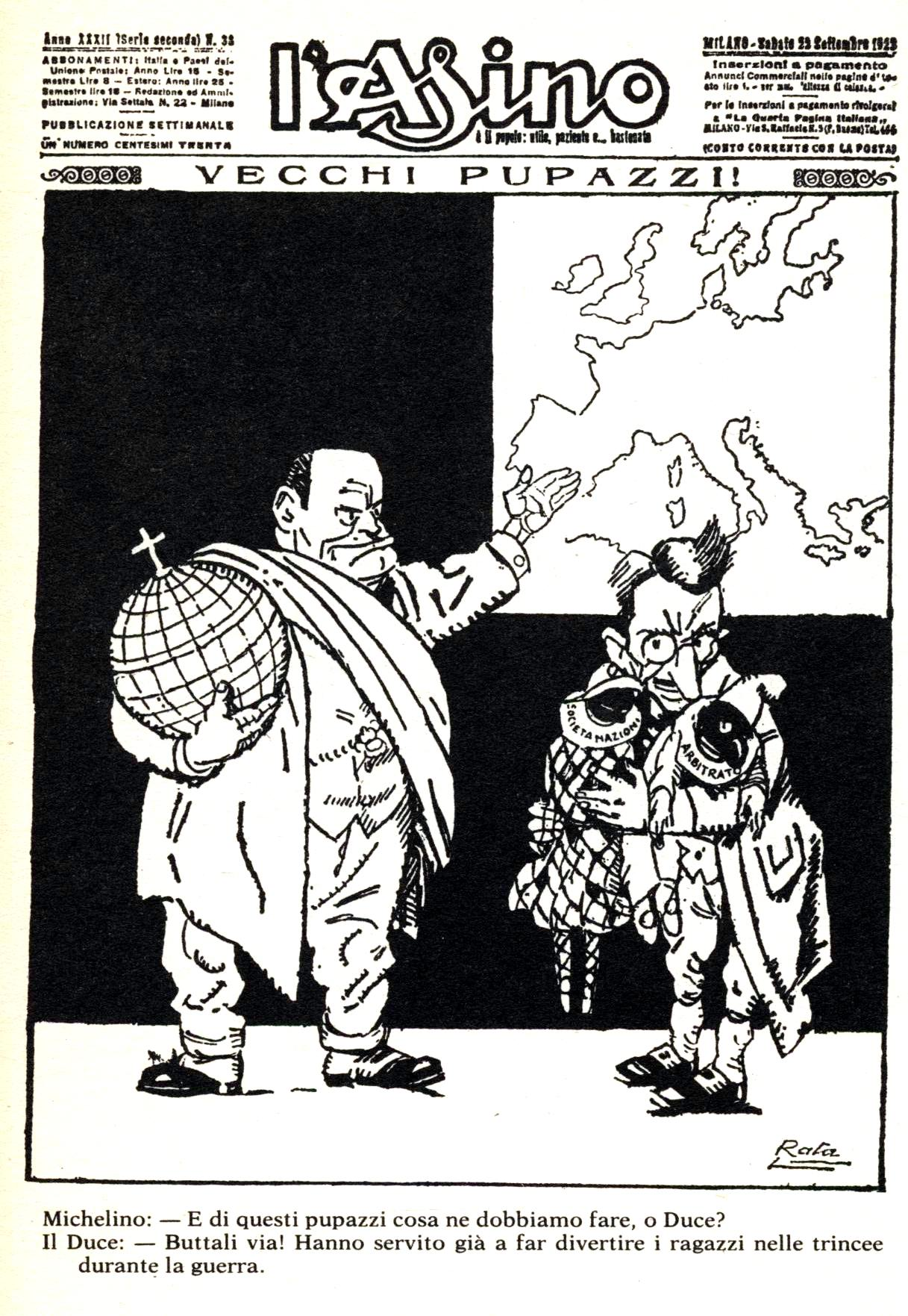
"Vecchi pupazzi", copertina de L'Asino del 28 settembre 1923
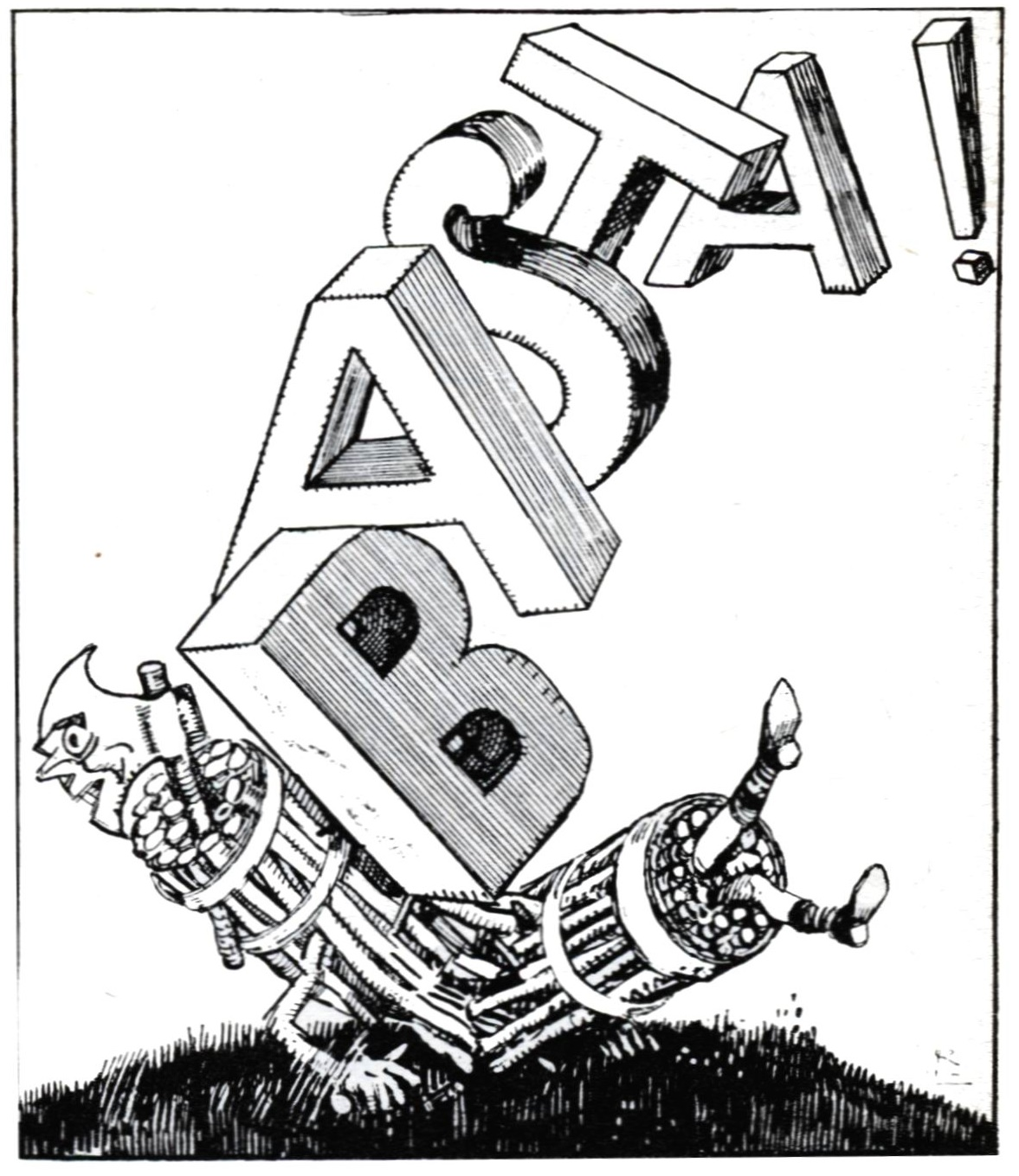
"La voce del paese: Basta al fascismo!", vignetta per L'Asino del 1924
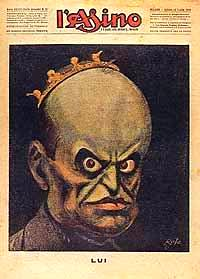
"LUI", caricatura di Mussolini, L'Asino, 1924.